# To live and let Diorama
To live and let Diorama es el 105to episodio de la serie de televisión norteamericana Gilmore Girls.

## Resumen del episodio
Cuando el residente más viejo de Stars Hollow, Twickum, fallece, el jefe de la Sociedad de historia (es decir, Taylor) comunica que su mansión se convertirá en un museo. Para sorpresa de muchos, Luke se ofrece voluntariamente para el remodelado del nuevo museo, pero después Taylor descubre que lo que en realidad Luke está buscando es comprar la casa. Lorelai da una entrevista para una revista, en cuya portada saldrá el Dragonfly, pero ella hace duras críticas hacia Emily; arrepentida, intenta que quiten las partes donde menciona a su madre, pero como no lo consigue, debe dejar que las publiquen. Lane sospecha que Zach tiene un romance con Sophie, la dueña de la tienda de música; Rory y Paris, olvidadas por Logan y Doyle, respectivamente, van a Stars Hollow a pasar el fin de semana, y se embriagan, junto con Lane, con el ponche que Miss Patty hizo para la inauguración del museo. Las tres chicas hablan de sus problemas del amor, mientras que Dean le informa a Luke que una chica Gilmore se cansará de uno si es que sólo puede darle lo que tiene en este pueblo. Y finalmente, mientras Lane descubre que Zach tiene afición por el banjo, y Paris intenta llamar a Doyle, Rory llora que Logan la haya olvidado durante todo el fin de semana.

## Curiosidades
- En la primera temporada, Miss Patty narra otra historia sobre la fundación de Stars Hollow, muy distinta a la que se cuenta en este episodio.
- Este es el último capítulo en el que aparece Dean Forester (Jared Padalecki)